# 盛俊
盛俊（1401年—？），字用章，直隸松江府華亭縣人，民籍。明朝政治人物。進士出身。

## 生平
正統六年（1441年）辛酉科應天府鄉試第七十六名。正統十年（1445年）乙丑科會試第一百三十五名，殿試登進士第二甲第三十名。

## 家族
曾祖盛昶。祖父盛仲實。父亲盛原鼎。